# Robespierre (Gedicht von Georg Heym)
Das Gedicht Robespierre von Georg Heym wurde im Jahr 1910 veröffentlicht und bildet zusammen mit Werken wie König Ludwig XVI, Louis Coupet oder Danton einen Zyklus mit Gedichten des expressionistischen Autors auf die Französische Revolution.

## Entstehungsgeschichte
Heyms Gedicht bezieht sich auf die Hinrichtung des Revolutionärs und späteren Diktators Robespierre vom 28. Juli 1794. Der Ablauf sowie Inhalt des Gedichtes ist historisch extrem genau: So hatte sich Robespierre, um der Guillotine zu entgehen, selbst umbringen wollen mittels eines Schusses in den Kopf. Die Kugel durchbohrte aber lediglich die Wange und zertrümmerte seinen Kiefer. Notdürftig wurde Robespierre verarztet und zu seiner Hinrichtung geführt. Dieses Geschehnis wird in Heyms Gedicht auf Zeile 2 aufgefasst:
„Der Mund kaut weißen Schleim.
Er zieht ihn schluckend durch die Backen ein.“
Zum Zeitpunkt der Veröffentlichung stieß Heyms Robespierre aber auf viel Befremden, da im frühen 20. Jahrhundert ein hauptsächlich sehr „fröhlich-naiver Historismus“ vertreten wurde, der sich ausnahmslos für „große Männer, weitsichtige Führer und gewonnene Schlachten“ interessierte.

## Inhalt
„Er meckert vor sich hin. Die Augen starren
ins Wagenstroh. Der Mund kaut weissen Schleim.
Er zieht ihn schluckend durch die Backen ein.
Sein Fuß hängt nackt heraus durch zwei der Sparren.
Bei jedem Wagenstoß fliegt er nach oben.
Der Arme Ketten rasseln dann wie Schellen.
Man hört der Kinder frohes Lachen gellen,
Die ihre Mütter aus der Menge hoben.
Man kitzelt ihn am Bein, er merkt es nicht.
Da hält der Wagen. Er sieht auf und schaut
Am Straßenende schwarz das Hochgericht.
Die aschengraue Stirn wird schweißbetaut.
Der Mund verzerrt sich furchtbar im Gesicht.
Man harrt des Schreis. Doch hört man keinen Laut.“
Das Gedicht handelt von der Hinrichtung Robespierres 1794, der aus der Französischen Revolution als Leitfigur hervortrat und später zum Diktator wurde. Das Werk setzt sich aus schnörkellosen Impressionen zusammen. Explizit werden Robespierres letzte Minuten festgehalten. 4 Passagen bilden das Gedicht über Robespierre:
- 1. Der festgenommene Robespierre befindet sich in einer Kutsche auf dem Weg zu seiner Exekution. Heym spielt auf den missglückten Suizidversuch Robespierres an, in dem er beschreibt, wie ihm der Speichel aus den Löchern in der Wange rinnt.
- 2. Die Kutsche erreicht den mit Menschen überfluteten Hinrichtungsplatz.
- 3. Der Wagen hält.
- 4. Robespierre wird unter die Guillotine gelegt. Seine letzten Sekunden werden beschrieben. Er stirbt.

## Sprache
Die Sprache und Form des Gedichtes ist sehr einfach gehalten: Heyms Ausdrucksweise ist schmucklos und unverblümt, interessanterweise ein grober Kontrast zu seinen anderen stark durch den Expressionismus geprägten Werken. Es gibt keine Allegorie oder Metaphorik. Der Erzähler ist neutral, die erzählte Zeit ist typischerweise länger als die Erzählzeit. Es gibt im Text keine Ich-Form. Dies kommt daher, dass Georg Heym ein großer Feind des Subjektivismus war. Am Ende hinterlässt das objektive Gedicht, welches sich durch die „schnelle Abfolge äußerer Eindrücke“ kennzeichnet, den Eindruck einer Reportage.